# 尹成杰
尹成杰（1947年8月—），吉林榆树人，中华人民共和国政治人物。中共十七大代表。

## 生平
1995年7月，任中共吉林省委常委、秘书长。1997年8月，任国务院研究室副主任。2004年5月至2008年，任中华人民共和国农业部副部长。2008年3月，任第十一届全国人大常委会委员、农业与农村委员会副主任。现任中国农业经济学会会长。